# Огнено дърво
Огнено дърво (Delonix regia) е вид цъфтящо растение от фасулното семейство бобови (Fabaceae), подсемейство Caesalpinioideae, родом от Мадагаскар. Откроява се с листа, наподобяващи папрат, и пищен цъфтеж с оранжево-червени цветове през лятото. В много тропически части на света се отглежда като декоративно дърво. Това е ненодулираща бобова култура.

## Наименование и етимология
На английски растението е получило няколко наименования: royal poinciana, flamboyant, flame of the forest или flame tree (име на няколко вида), отразяващи неговия обилен цъфтеж и огнени асоциации с ярките си цветове.
Този вид преди е бил поставен в рода Poinciana, кръстен на Phillippe de Longvilliers de Poincy, управител през 17 век на островите Saint Christopher (днешните Saint Kitts).

## Описание
Цветовете на огненото цвете са едри, с четири разпръснати червено или оранжево-червени венчелистчета с дължина до 8 см и пето изправено венчелистче, наречено стандартно, което е малко по-голямо и петнисто с жълто и бяло. Те се появяват в коримби по протежение на и в краищата на клоните. Природният сорт флавида (бенгалски: Радхачура) има жълти цветя. Шушулките са зелени и жилави, когато са млади и стават тъмнокафяви и дървесни. Те могат да бъдат с дължина до 60 см и ширина 5 см. Семената са малки, тежат средно около 0,4 g. Съставните (двойно пенисти) листа имат пернат вид и са характерен светъл, ярко зелен. Всеки лист е дълъг 30 – 50 cm, с 20 до 40 чифта първични листовки или щипки, всеки разделен на 10 – 20 двойки вторични листовки или щифтове. Поленовите зърна са удължени, с размер приблизително 52 микрона.

## Разпространение
Огненото дърво е ендемично за сухите широколистни гори на Мадагаскар, но е въведено в тропически и субтропични региони по целия свят. В дивата природа е застрашен вид, но е широко култивиран другаде и се счита за натурализиран в много от местата, където се отглежда:

### Северна Америка
В континенталните Съединени щати расте в Южна Флорида, Централна Флорида, и в долината Рио Гранде, Южен Тексас.

### Карибите и Централна Америка
В Карибите огненото дърво е представено в много картини на доминиканци и пуерториканки. То може да бъде намерено също в Белиз, Бахамските острови, Куба, Хаити, Никарагуа, САЩ, Вирджински острови, Каймановите острови, Ямайка и Кюрасао. Това е националното цвете на Сейнт Китс и Невис. Може да се намери и в Бермудите, Хаваите и Мексико, особено в полуостров Юкатан. Град Пеньелас в Пуерто Рико, разположен на около 19 километра западно от Понсе, е наречен „El Valle de los Flamboyanes“ („Долината на дърветата Poinciana“), тъй като в околностите на реките Рио Гуаянес, Рио Макана и Рио Талабоа са открити много огнени дървета.

### Южна Америка
Огненото дърво расте в Парагвай, Перу и в цяла Бразилия.

### Европа и Близкия изток
Огненото дърво се засажда в средиземноморските части на Европа, Близкия изток и Северна Африка, включително южното крайбрежие на Испания, брега на Валенсия, Канарските острови, Ливан, Египет, Израел и Йордания.

### Южна Азия
Дървото е засадено в Индия, където в Западен Бенгал, Одиша, Бангалор и Шри Ланка е наричано „майското цвете“, Gulmohar или Gul Mohr. Отглежда се и в Карачи, Пакистан. В Мавриций и Реюнион огненото дърво обявява настъпването на новата година.

### Югоизточна Азия
В Мианмар, където се нарича „Sein-pann-ni“, времето на цъфтеж е март на юг и началото на края на април на север. Засажда се в градини и като крайпътно дърво. В Мианмар това дърво е знак на фестивала на Thingyan (13 април – 16/17). Във Филипините нейният цъфтеж сигнализира за предстоящото идване на мусонните дъждове. Освен това расте в Тайланд и Индонезия и е официалното дърво във Виетнам. В тази страна това дърво се нарича „Phượng vỹ“, или „опашката на феникс“, и е популярно градско дърво в голяма част от Виетнам. Сезонът на цъфтеж е май-юли, който съвпада с края на учебната година във Виетнам. Поради този момент цветето на огненото дърво понякога се нарича „цветето на ученика“. Градът Hải Phòng е наречен „Thành phố hoa phượng đỏ“ („Град на червеното огнено дърво“).

### Източна Азия
Огненото дърво вирее в Южен Китай и Хонконг. Това е официалното дърво в Тайнан, Тайван; Ксиамен, провинция Фуджиан, Китайска народна република; и Шанту, провинция Кантон, (КНР). Националният университет „Чен Кунг“, университет, разположен в Тайнан, поставя огненото дърво върху емблемата си.

### Австралия
Много широко се отглежда в Северна Австралия, южните крайности, преди това ограничени до Югоизточен Куинсланд, където е популярно улично дърво в предградията на Бризбейн. Сега огненото дърво расте и цъфти успешно в Сидни и други части на Нов Южен Уелс.

### Микронезия
Огненото дърво расте в Гуам и е официалното дърво на Общността на Северните Мариански острови.

## Култивиране

### Необходими условия
Огненото дърво изисква тропически или почти тропически климат, но може да понася суша и солени условия. Предпочита открита, свободно дренираща се песъчлива или глинеста почва, обогатена с органична материя. Дървото не обича тежки или глинести почви и цветя по-обилно, когато се поддържа леко суха.

### Размножаване

#### Семена
Огненото дърво най-често се размножава чрез семена. Семената се събират, накисват се в топла вода за най-малко 24 часа и се засаждат в топла влажна почва в полусенчесто закътано положение. Вместо накисването, семената също могат да бъдат „накъсани“ или „прищипани“ (с малка ножица или ножица) и да се засаждат веднага. Тези два метода позволяват на влагата да проникне в здравата външна обвивка, стимулирайки покълването. Разсадът расте бързо и може да достигне 30 см за няколко седмици при идеални условия.

#### Резници
По-рядко, но също толкова ефективно, е размножаването с дървени резници. Клоните, състоящи се от растежа на настоящия или миналия сезон, могат да бъдат нарязани на 30 см секции и засадени във влажна саксийна смес. Този метод е по-бавен от размножаването на семена (резниците отнемат няколко месеца, за да се вкоренят), но е предпочитаният метод за гарантиране на това, че новите дървета са верни. Като такива, резниците са особено често срещан метод за размножаване на по-редкия жълто-цъфтящ сорт на дървото.

## Приложения
В допълнение към декоративната си стойност, огненото дърво е и полезно за сянка в тропически условия, тъй като обикновено расте до скромна височина (предимно 5 метра, но може да достигне максимална височина 12 метра), но се разпространява широко и гъстата му зеленина осигурява пълен сянка. В райони с подчертан сух сезон листата му окапват по време на сушата, но в други райони е практически вечнозелен.

## Сезонен цъфтеж
- Австралия: Ноември – Февруари
- Бангладеш: април – май
- Бермуди: Май – Август
- Бразилия: Ноември – Февруари
- Канарските острови: Май – Септември
- Карибите: Май – Септември
- Конго: Ноември – Декември
- Доминиканска република: Юли – Септември
- Египет: Май – Юни
- Южна Флорида: Май – Юни
- Хавай: Май – Юни
- Хонг Конг: Май – Юни
- Индийски субконтинент: април – Юли
- Израел: май – юни
- Ливан: Юни – Август
- Малави, Замбия и Зимбабве: Октомври – Декември
- Малайзия: Ноември – Декември
- Северни Мариански острови: Март – Юни
- Мавриций: Ноември – Декември
- Пакистан: април – май
- Филипини: април – Юни
- Перу (крайбрежие): януари – Март
- Остров Реюнион: ноември – януари
- Южен Судан: Март – Май
- Южен Тексас: Май – Юни
- Тайланд: април – май
- Обединени арабски емирства: Май – Юли
- Виетнам: Май – Юли